# Christian Pfeufer (Mediziner)
Christian Pfeufer (* 1780 in Bamberg; † 23. März 1852 ebenda) war ein deutscher Mediziner.

## Leben
Christian Pfeufer studierte Medizin und wurde bereits mit 21 Jahren Dozent an der in seiner Vaterstadt neu errichteten Universität. Nach deren Aufhebung 1804 wurde er als Landesgerichtsphysikus nach Scheßlitz und von dort 1809 wieder als Stadtphysikus nach Bamberg zurückversetzt. 1816 wurde er als Nachfolger von Adalbert Friedrich Marcus Chefarzt des dortigen allgemeinen Krankenhauses; auch war er Direktor von dessen Medizinal-Komitee. Im Bereich der Gerichtsmedizin befasste er sich mit der Feststellbarkeit der Zurechnungsfähigkeit von Straftätern. Er war in seinen jüngeren Jahren wegen seiner Lehrgabe als Professor und später als wissenschaftlich und praktisch ausgezeichnet gebildeter Arzt hochgeschätzt. 1852 starb er 72-jährig in Bamberg.
Pfeufer wendete seine Aufmerksamkeit auch anderen sozialen Fragen als den im ärztlichen Bereich gelegenen Aufgaben zu, wie u. a. folgende Schriften bezeugen:
- Über öffentliche Erziehungs- und Waisenhäuser und ihre Notwendigkeit für den Staat, Bamberg
- Das Obermayersche Besserungssystem in den Strafanstalten zu Kaiserslautern und München und die körperliche Züchtigung, Heidelberg 1841

Von seinen medizinischen Schriften sind zu nennen:
- Der Scharlach, sein Wesen und seine Behandlung mit besonderer Berücksichtigung des 1818 zu Bamberg herrschenden Scharlachs. Bamberg/Würzburg 1819.
- Handbuch der allgemeinen Heilkunde. Bamberg 1824.
- Geschichte des allgemeinen Krankenhauses zu Bamberg von seiner Entstehung bis auf die gegenwärtige Zeit. Bamberg 1825.
- Beobachtungen über die Krätze. Bamberg 1833.
- Die Mineralquellen zu Kissingen und ihre Beziehungen zu denen von Brückenau und Bocklet. Bamberg 1842.

Von Christian Pfeufers Söhnen schlug Carl Pfeufer ebenfalls eine medizinische Laufbahn ein, während Sigmund Heinrich Pfeufer Jurist und Politiker wurde.